# Adalbert Bavorský (1944)
Adalbert Bavorský (Adalbert Friedrich Johannes Maria; 27. prosince 1944, Krauchenwies) je bavorský princ rodu Wittelsbachů.

## Život
Narodil se 27. prosince 1944 v Krauchenwies jako druhý syn prince Konstantina Bavorského a jeho první manželky princezny Marie Adelgundy Hohenzollern-Sigmaringen.
Dne 9. května 1978 se v Mnichově oženil s Marion Malkowsky, s dcerou Wilhelm aMalkowski a Margot Massengeil. Dne 11. listopadu 1983 bylo manželství rozvedeno.
Dne 21. února 1986 se podruhé oženil. Jeho manželkou se stala Sandra Brigitte Burckhardt. Spolu mějí dvě děti:
- Bernadette Desirée Bavorská (nar. 1986)
- Hubertus Florian Bavorský (nar. 1989)